# 多茎还阳参
多茎还阳参（学名：Crepis multicaulis）是菊科还阳参属的植物。分布在蒙古、俄罗斯、乌兹别克斯坦、哈萨克斯坦以及中国大陆的新疆等地，生长于海拔1,640米至3,600米的地区，多生长在林间空地、山坡林下、河滩地、草地、林缘或溪边水边砾石地，目前尚未由人工引种栽培。